# Катастрофа Boeing 737 в аэропорту Муан
Катастрофа Boeing 737 в аэропорту Муан — крупная авиационная катастрофа, произошедшая в аэропорту города Муан в Республике Корея утром 29 декабря 2024 года. Авиалайнер Boeing 737-8AS авиакомпании «Jeju Air» завершал регулярный международный рейс 7C-2216 по маршруту Бангкок — Муан, но при посадке в Муанском аэропорту лайнер приземлился без шасси. Вскоре лайнер сошёл со взлётно-посадочной полосы и врезался в насыпь ILS. Из находившихся на его борту 181 человека (175 пассажиров и 6 членов экипажа) выжили 2.
Катастрофа рейса 2216 стала третьей самой крупной авиакатастрофой в истории гражданской авиации Республики Корея после катастрофы Boeing 747 на Гуаме в 1997 году (228 погибших) и катастрофы Boeing 747 под Сахалином (269 погибших), а также самой многочисленной по жертвам на территории Республики Корея, опередив катастрофу Boeing 767 в Пусане в 2002 году (129 погибших). Кроме того, авиакатастрофа стала первой авиакатастрофой в истории авиакомпании Jeju Air, крупнейшей авиакатастрофой с 2018 года и заняла 45-е место в списке 100 крупнейших авиационных катастроф.
Катастрофа рейса 2216 стала самой смертоносной авиакатастрофой 2024 года, самой смертоносной с участием самолета Boeing 737 Next Generation, превзойдя катастрофу Boeing 737 под Тегераном в 2020 году (176 погибших), и на момент событий являлась самой смертоносной авиакатастрофой после катастрофы Boeing 737 возле Джакарты в 2018 году.  Пока её и катастрофу под Джакартой не произошла катастрофа Boeing 787-8 Air India 12 июня 2025 года. Также она является самой смертоносной авиакатастрофой, произошедшей из-за столкновения с птицами.

## Самолёт
Boeing 737-8AS (регистрационный номер HL8088, заводской 37541, серийный 3012) был выпущен в 2009 году (первый полёт совершил 19 августа). 4 сентября того же года был передан ирландской авиакомпании Ryanair (борт EI-EFR), 4 февраля 2017 года был куплен южнокорейской авиакомпанией Jeju Air (борт HL8088). За год до катастрофы он совершил 1389 международных рейсов в более чем 12 стран и 747 внутренних рейсов, но до 20 декабря он не выполнял рейсов в Муан.
Менее чем за месяц до катастрофы авиакомпания Jeju Air возобновила регулярные международные рейсы в аэропорт Муан после приостановки, вызванной пандемией COVID-19, и борт HL8088 выполнял 4 рейса в неделю из Муана в Бангкок, обслуживание которых Jeju Air начала только 8 декабря. За 48 часов до катастрофы лайнер совершил 13 рейсов, включая остановки в Муане, на острове Чеджудо и в Инчхоне, а также в Пекине, Бангкоке, Кота-Кинабалу, Нагасаки и Тайбэе. Он также использовался туристическим агентством из Кванджу для чартерных рейсов в Бангкок в рождественский сезон. Такой плотный график полётов привёл к тому, что на предполётное обслуживание самолёта отводился краткий промежуток времени, который приближался к минимальному значению в 28 минут, официально установленному южнокорейским правительством для технического обслуживания данного типа самолётов.

## Экипаж и пассажиры
Из 175 пассажиров двое были гражданами Таиланда, остальные — Республики Кореи. Самый старший из находившихся на борту пассажиров родился в 1946 году (78 лет), а самый младший — в 2021 году (3 года). 5 пассажиров были младше 10 лет. Большинство пассажиров возвращались домой из 5-дневного рождественского тура в Бангкок.
В составе экипажа были командир воздушного судна (КВС), второй пилот и четыре стюардессы. Две из них, находившихся в хвосте самолёта, выжили.
Сообщается, что тринадцать пассажиров являлись действующими или бывшими должностными лицами правительства провинциального или местного/муниципального уровня, восемь — действующими или бывшими государственными служащими из округа Хвасун, а пятеро — административными сотрудниками Управления образования провинции Чоннам. Восемьдесят один пассажир был жителем Кванджу, а 76 других, включая одного гражданина Таиланда, проживали в провинции Южная Чолла. Остальные пассажиры были из провинций Северная Чолла, Кёнгидо, Сеула, остров Чеджудо, провинции Южный Кёнсан и провинции Южный Чхунчхон.

## Хронология событий

Схема полёта рейса 2216

Схема катастрофы рейса 2216

29 декабря самолет вылетел из аэропорта Суварнабхуми в 2:28 утра по ICT (UTC+7). Керати Киджманават, директор Аэропортов Таиланда, заявил, что никаких отклонений в отношении самолета или взлетно-посадочной полосы не было зарегистрировано.
В 8:54 утра по KST (UTC+9) самолету было разрешено приземлиться в международном аэропорту Муан в Южной Корее. Когда самолет готовился к посадке, в 8:57 утра его предупредили о возможности столкновения с птицами. Вскоре после этого пилоты передали сигнал бедствия и сообщили, что они уходят на второй круг. За этим последовало разрешение на посадку в противоположном направлении ВПП после того, как шасси не выпустились.
Катастрофа произошла между 9:03 и 9:07 утра. Самолет приземлился на брюхо, касание произошло на расстоянии 1200 метров (3900 футов) от начала взлетно-посадочной полосы. Он проскользил еще 250 метров (820 футов) за порог взлетно-посадочной полосы, столкнулся с насыпью, удерживающей массив ILS, и взорвался. Обломки самолета продолжили движение через стену периметра, вызвав частичные повреждения. Местные жители сказали, что видели пламя и искры, исходящие из правого крыла самолета, и слышали взрывы и «скрежет металла» перед ударом. Некоторые сообщили, что видели, как стая птиц попала в правый двигатель, что вызвало пожар. Единственными выжившими были две стюардессы, спасенные из хвостовой части самолета.
Аварийные службы получили несколько звонков около 9:03 утра, и пожарные объявили чрезвычайную ситуацию 3-го уровня, наивысшую из возможных. По данным Национального пожарного агентства и Министерства национальной обороны, на место происшествия было отправлено 1562 человека, включая 490 пожарных, 500 военнослужащих и 455 полицейских. Первый выживший был спасен в 9:23 утра, а второй был спасен из хвостовой части в 9:50 утра. Пожар был потушен в течение 43 минут после крушения, а бортовые самописцы были извлечены в течение дня. Параметрический самописец был найден частично поврежденным без разъема, соединяющего его блок хранения данных с источником питания, в то время как речевой самописец был цел.

## Жертвы
Всего была подтверждена гибель 179 человек, в том числе всех 175 пассажиров и 4 членов экипажа. Местные пожарные сообщили, что пассажиры были выброшены из самолета после того, как он врезался в барьер в конце взлетно-посадочной полосы, что почти не давало шансов на выживание. Пожарные также сообщили, что некоторые тела были разбросаны на расстоянии от 100 до 200 метров от места крушения, а другие были найдены изувеченными или сгоревшими среди обломков. Представители полиции заявили, что на опознание более 600 найденных останков потребуется больше недели. Некоторые члены семьи предоставили чиновникам в аэропорту образцы ДНК, чтобы помочь опознать погибших. Все 179 жертв были идентифицированы к 1 января 2025 года. Поисково-спасательная операция официально завершились 5 января.

## Реакция

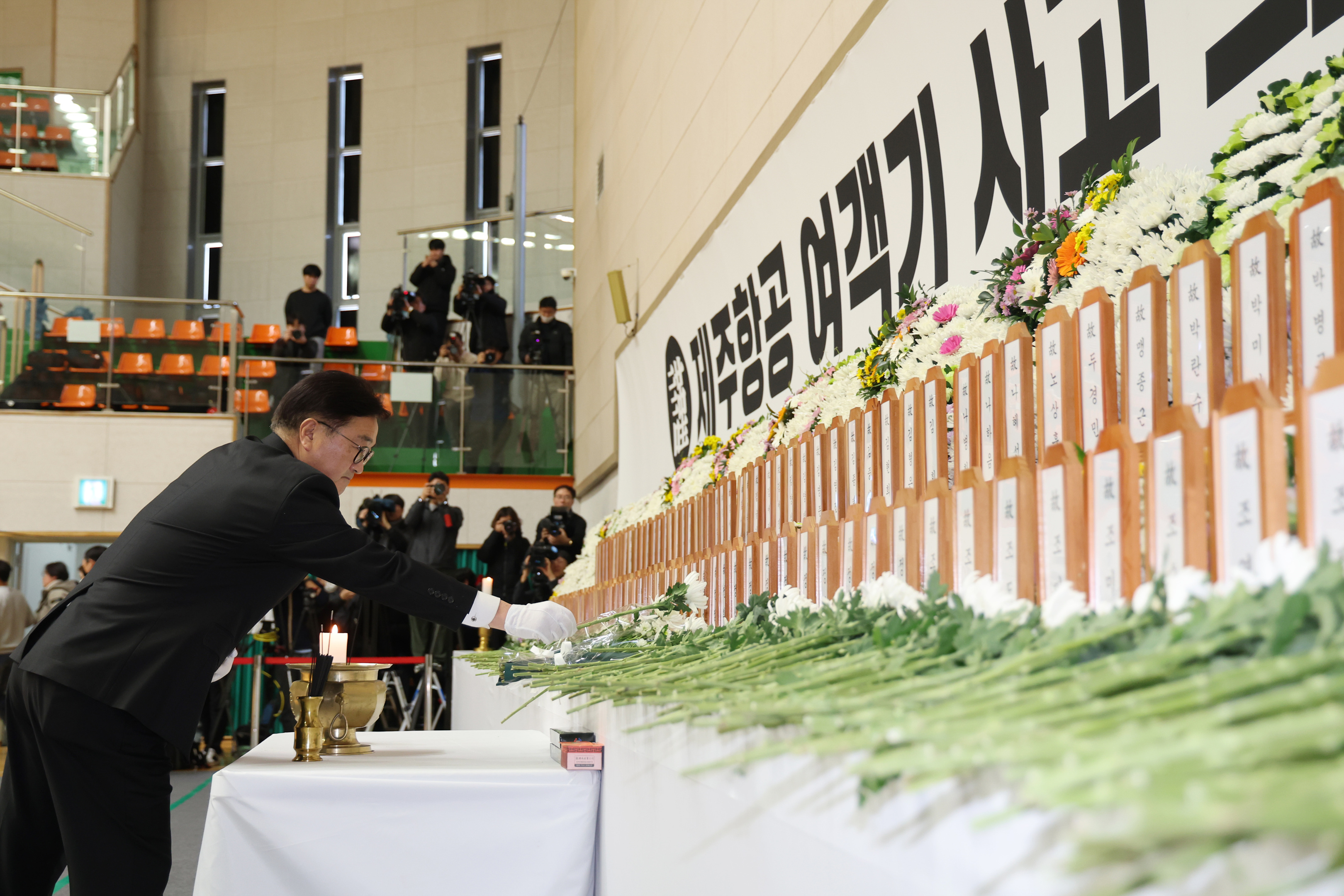
Ву Вон-Сик в Муане, где разбился рейс 2216 авиакомпании Jeju Air.

### Внутренняя
В день катастрофы был объявлен национальный траур в Республике Корее с 29 декабря по 4 января. Кроме того, власти Республики Корея заявили, что проведут проверку всех авиалайнеров Boeing 737-800 в стране.
Отстраненный президент Южной Кореи Юн Сок Ёль, выразил свои соболезнования семьям погибших в социальных сетях.
Авиакомпания Jeju Air опубликовала на своем веб-сайте заявление с извинениями за аварию и временно удалила ссылки на покупку билетов. Данные Министерства земли, инфраструктуры и транспорта Южной Кореи показали, что число пассажиров авиакомпании Jeju Air за неделю после крушения сократилось на 26,8%.

### Международная
Премьер-министр Таиланда Пэтонгтан Чинават выразила соболезнования и приказала министерству иностранных дел Таиланда оказать помощь родственникам жертв крушения. Соболезнования также выразили несколько мировых лидеров и их соответствующие правительства, а также Европейский союз и Организация Объединенных Наций. Многочисленные дипломатические миссии в Южной Корее и компания Boeing также выразили свои соболезнования семьям погибших.

## Расследование
Вероятно, причина, по которой пилоты не смогли выпустить носовую стойку шасси, и впоследствии приведшая к катастрофе — столкновение с птицами, так как перед катастрофой погода вокруг аэропорта была благоприятной, почти без ветра, дождя или облаков, а видимость составляла почти 9 километров.. 27 января 2025 года южнокорейский совет по расследованию авиационных и железнодорожных происшествий опубликовал предварительный отчёт расследования, где сказано, что в обоих двигателях найдены ДНК байкальских чирков. Между тем FDR и CVR прекратили запись в 08:58:50, и последние 4 минуты полета не были записаны.